# Michal Dian
Michal Dian (* 13. listopadu 1981 v Trnavě) je slovenský fotbalový záložník.

## Fotbalová kariéra
Svou fotbalovou kariéru začal v FC Spartak Trnava. Mezi jeho další kluby patří: FC Untersiebenbrunn, 1. FK Příbram, Bohemians 1905, FC Tescoma Zlín, FC Zenit Čáslav, FC Hradec Králové, TJ Spartak Myjava a DAC 1904 Dunajská Streda.
V září 2013 byl slovenskou policií obviněn z přijímání úplatků za zmanipulování zápasů ve prospěch asijských sázkařských gangů. Po provalení kauzy dostal od klubu výpověď. V prosinci 2013 padl verdikt disciplinární komise Slovenského fotbalového svazu – zákaz činnosti na 18 let. Michal Dian po vynesení rozsudku uvedl, že se na ovlivňování utkání přímo nepodílel, ale přijal peníze za to, že o něm věděl a nenahlásil ho.

## Ligová bilance
| Ročník                 | Zápasy | Góly | Klub            |
| ---------------------- | ------ | ---- | --------------- |
| Corgoň liga 1998/99    | 1      | 0    | Spartak Trnava  |
| Corgoň liga 1999/00    | 15     | 0    | Spartak Trnava  |
| Corgoň liga 2000/01    | 5      | 0    | Spartak Trnava  |
| Gambrinus liga 2006/07 | 7      | 1    | FC Tescoma Zlín |
| Gambrinus liga 2009/10 | 9      | 0    | Bohemians 1905  |
| CELKEM                 | 37     | 1    |                 |